# José da Santíssima Trindade
Dom Frei José da Santíssima Trindade Leite O.F.M. (Porto, 4 de julho de 1762 — Mariana, 28 de setembro de 1835) foi um religioso católico português. Foi o sexto bispo da então Diocese de Mariana.
Foi batizado com o nome de José Leite na freguesia de Nossa Senhora da Vitória, tendo cursado os primeiros anos do secundário no seminário episcopal do Porto e no Convento de Santo Antônio, na Bahia. Estudou filosofia e teologia no Convento de Salvador.
Em 3 de fevereiro de 1779 recebeu o hábito da penitência e, em 6 de fevereiro do ano seguinte, professou no Convento de Santo Antônio de Paraguaçu. Foi ordenado diácono em 29 de junho e ao sacerdócio em 3 de julho de 1785. Foi vigário provincial da Província da Venerável Ordem Terceira de São Francisco em 1817. Em 12 de novembro de 1818, Dom João VI propôs o seu nome para bispo de Mariana, sendo confirmado em 27 de setembro de 1819. Foi sagrado bispo na Capela Real do Rio de Janeiro, em 9 de abril de 1820, por Dom Frei José Caetano da Silva Coutinho. Deu entrada na sede da diocese e toma posse dela no dia 8 de agosto.
Durante o seu episcopado reabriu o Seminário diocesano que tinha sido fechado há nove anos e se encontrava praticamente em ruínas. Realizou cinco viagens pastorais a toda diocese, visitando todas as suas igrejas, freguesias e capelas, crismando o povo e dirigindo os fiéis e o clero. As viagens foram:
- De 3 de julho a 6 de novembro de 1821, com 127 dias e 726 km.
- De 2 de julho a 29 de outubro de 1822, com 120 dias e 666 km.
- De 2 de julho a 4 de outubro de 1823, de 95 dias e 554 km.
- De 1 de junho a 9 de novembro de 1824, de 162 dias e 1.102 km.
- De 6 de junho a 11 de outubro de 1825, de 128 dias e 1.069 km.

Nas sua viagens, chegou aos pontos extremos da sua diocese, como as freguesias de Rio Preto e Rio Vermelho, do Matozinhos e Vila Nova do Infante de Pitangui, Barra Longa, Pomba e Sem-Peixe, Simão Pereira, Pouso Alto, São João del Rei e São José e Santana de Bambuí. A diocese no seu tempo, em 1825, contava com 215 capelas e 68 igrejas paroquiais. Faleceu em Mariana, e seus restos mortais se encontram sepultados na cripta da Catedral Basílica de Nossa Senhora da Assunção, em Mariana.